# Didymaea alsinoides
Didymaea alsinoides är en måreväxtart som först beskrevs av Adelbert von Chamisso och Diederich Franz Leonhard von Schlechtendal, och fick sitt nu gällande namn av Paul Carpenter Standley. Didymaea alsinoides ingår i släktet Didymaea och familjen måreväxter. Inga underarter finns listade i Catalogue of Life.